# لحسن ابرامی
لحسن آبرامی (عربی: لحسن أبرامي؛ زادهٔ ۳۱ دسامبر ۱۹۶۹) یک بازیکن فوتبال اهل مراکش است.
وی همچنین در تیم ملی فوتبال مراکش بازی کرده‌است.